# Illa Dalupiri
Dalupiri és una illa del grup de les illes Babuyan, a l'estret de Luzón, al nord de l'illa de Luzón, a les Filipines. Tota l'illa conforma el barangay de Dalupiri, que forma part del municipi de Calayan a la província de Cagayan. El 2020 tenia 621 habitants el 2020.

## Geografia
L'illa Dalupiri es troba uns 45 km al nord de Luzón i uns 15 km al nord de l'illa Fuga. Té una forma el·líptica allargada, orientada al llarg d'un eix nord-sud. Fa uns 18 km de llargada per uns 7 km d'amplada en el seu punt més ample. La topografia de l'illa es caracteritza per un paisatge ple de turons, amb una cota màxima que s'eleva fins als 297 msnm. L'illa té una superfície de 50 km².
La vegetació de l'illa consta en part de vegetació tropical densa i en part de terres agrícoles. Els animals més grans de l'illa són els carabao i els cavalls. Una petita població de cocodril filipí (Crocodylus mindorensis) també viu a l'illa. El martinet de nit canyella (Nycticorax caledonicus) i el rascló embridat (Gallirallus torquatus) es reprodueixen a l'illa.